# کنوود لیمیتد
کنوود لیمیتد (انگلیسی: Kenwood Limited) شرکت لوازم خانگی بریتانیایی است، که در سال ۱۹۴۷ توسط کن وود تأسیس شد.